# Elisabeth Albertine van Anhalt-Dessau

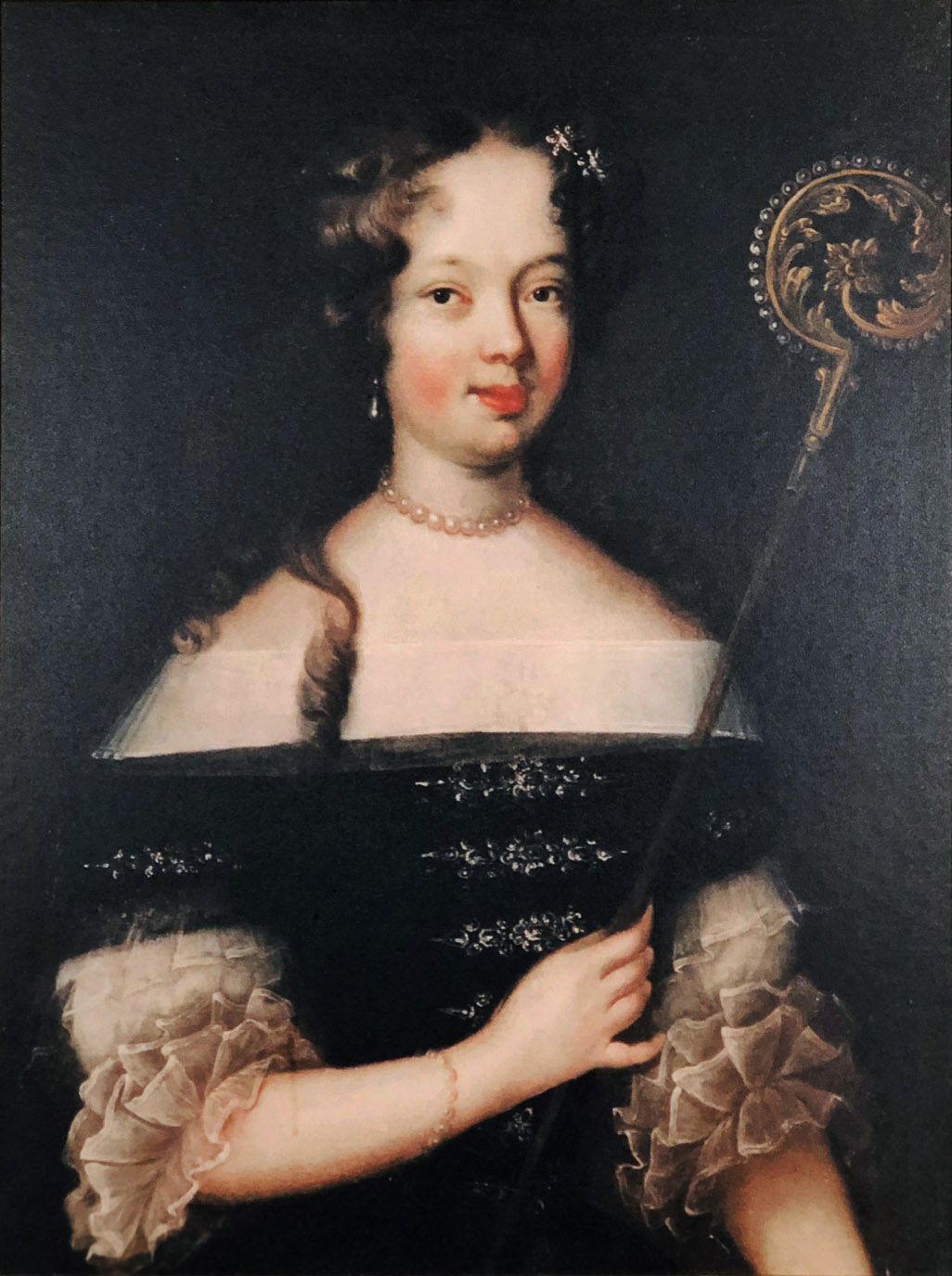
Elisabeth Albertine van Anhalt-Dessau

Elisabeth Albertine van Anhalt-Dessau (Cölln an der Spree, 1 mei 1665 – Dessau, 5 oktober 1706) was het oudste kind van Johan George II van Anhalt-Dessau en Henriëtte Catharina van Oranje-Nassau. Haar ouders hadden al eerder kinderen gekregen (twee meisjes en een jongen), maar die waren kort na hun geboorte overleden.
Als vijftienjarige werd Elisabeth op aangeven van haar vader tot abdis van de protestantse Abdij van Herford gekozen. Zij was de opvolgster van Elisabeth van de Palts (Elisabeth III van Herford). Zij werd op 18 juni 1680 in Herford geïnstalleerd als Elisabeth IV. Nog geen zes jaar later trad zij af vanwege haar huwelijk op 30 maart 1686 met hertog Hendrik van Saksen-Weißenfels, de zoon van August van Saksen-Weißenfels. Op 24 april 1686 werd zij als abdis opgevolgd door landgravin Elisabeth van Hessen-Kassel (Elisabeth V van Herford), een dochter van Willem V van Hessen-Kassel.